# 김유진 (아나운서)
김유진(1989년 ~ )은 대한민국 MBN의 아나운서이다.

## 학력
- 대일외국어고등학교 독일어과 (졸업)
- 숙명여자대학교 법학과 졸업

## 방송 진행
- 굿모닝 MBN 평일 : 2019년 ~ 2021년
- 뉴스파이터
- MBN 뉴스와이드 주말
- 소중한 나눔 무한 행복 - 소나무
- MBN 뉴스센터 주말 : 2024년 ~ 2025년
- 매일아침 (2025년 4월 1일 ~ 현재)

## 경력
- 2016 : YTN 기상캐스터
- 2017 ~ : MBN 아나운서